# La Roche-Morey
La Roche-Morey és un municipi francès situat al departament de l'Alt Saona i a la regió de Borgonya - Franc Comtat. L'any 2007 tenia 299 habitants.

## Demografia

### Població
El 2007 la població de fet de La Roche-Morey era de 299 persones. Hi havia 144 famílies, de les quals 52 eren unipersonals (20 homes vivint sols i 32 dones vivint soles), 52 parelles sense fills, 32 parelles amb fills i 8 famílies monoparentals amb fills.
La població ha evolucionat segons el següent gràfic:
Habitants censats

### Habitatges
El 2007 hi havia 228 habitatges, 144 eren l'habitatge principal de la família, 61 eren segones residències i 22 estaven desocupats. 204 eren cases i 24 eren apartaments. Dels 144 habitatges principals, 107 estaven ocupats pels seus propietaris, 31 estaven llogats i ocupats pels llogaters i 6 estaven cedits a títol gratuït; 1 tenia una cambra, 11 en tenien dues, 16 en tenien tres, 44 en tenien quatre i 72 en tenien cinc o més. 102 habitatges disposaven pel capbaix d'una plaça de pàrquing. A 84 habitatges hi havia un automòbil i a 34 n'hi havia dos o més.

### Piràmide de població
La piràmide de població per edats i sexe el 2009 era:
| Homes | Edats   | Dones |
| ----- | ------- | ----- |
| 0     | 95 o +  | 0     |
| 0     | 90 a 94 | 4     |
| 4     | 85 a 89 | 4     |
| 0     | 80 a 84 | 8     |
| 12    | 75 a 79 | 8     |
| 32    | 70 a 74 | 20    |
| 4     | 65 a 69 | 16    |
| 4     | 60 a 64 | 16    |
| 8     | 55 a 59 | 4     |
| 12    | 50 a 54 | 16    |
| 12    | 45 a 49 | 4     |
| 20    | 40 a 44 | 0     |
| 16    | 35 a 39 | 28    |
| 4     | 30 a 34 | 12    |
| 8     | 25 a 29 | 0     |
| 0     | 20 a 24 | 0     |
| 8     | 15 a 19 | 4     |
| 8     | 10 a 14 | 16    |
| 8     | 5 a 9   | 4     |
| 12    | 0 a 4   | 8     |

## Economia
El 2007 la població en edat de treballar era de 158 persones, 102 eren actives i 56 eren inactives. De les 102 persones actives 77 estaven ocupades (45 homes i 32 dones) i 24 estaven aturades (13 homes i 11 dones). De les 56 persones inactives 13 estaven jubilades, 9 estaven estudiant i 34 estaven classificades com a «altres inactius».

### Ingressos
El 2009 a La Roche-Morey hi havia 132 unitats fiscals que integraven 269,5 persones, la mediana anual d'ingressos fiscals per persona era de 11.971 €.

### Activitats econòmiques
Dels 13 establiments que hi havia el 2007, 1 era d'una empresa alimentària, 2 d'empreses de fabricació d'altres productes industrials, 3 d'empreses de comerç i reparació d'automòbils, 2 d'empreses de transport, 3 d'empreses immobiliàries, 1 d'una empresa de serveis i 1 d'una empresa classificada com a «altres activitats de serveis».
Dels 3 establiments de servei als particulars que hi havia el 2009, 1 era una oficina de correu, 1 taller de reparació d'automòbils i de material agrícola i 1 agència immobiliària.
L'únic establiment comercial que hi havia el 2009 era una fleca.
L'any 2000 a La Roche-Morey hi havia 14 explotacions agrícoles que ocupaven un total de 1.060 hectàrees.

## Equipaments sanitaris i escolars
El 2009 hi havia una escola elemental.

## Poblacions més properes
El següent diagrama mostra les poblacions més properes.